# Bildstock (Diebach; Neuer Stein)

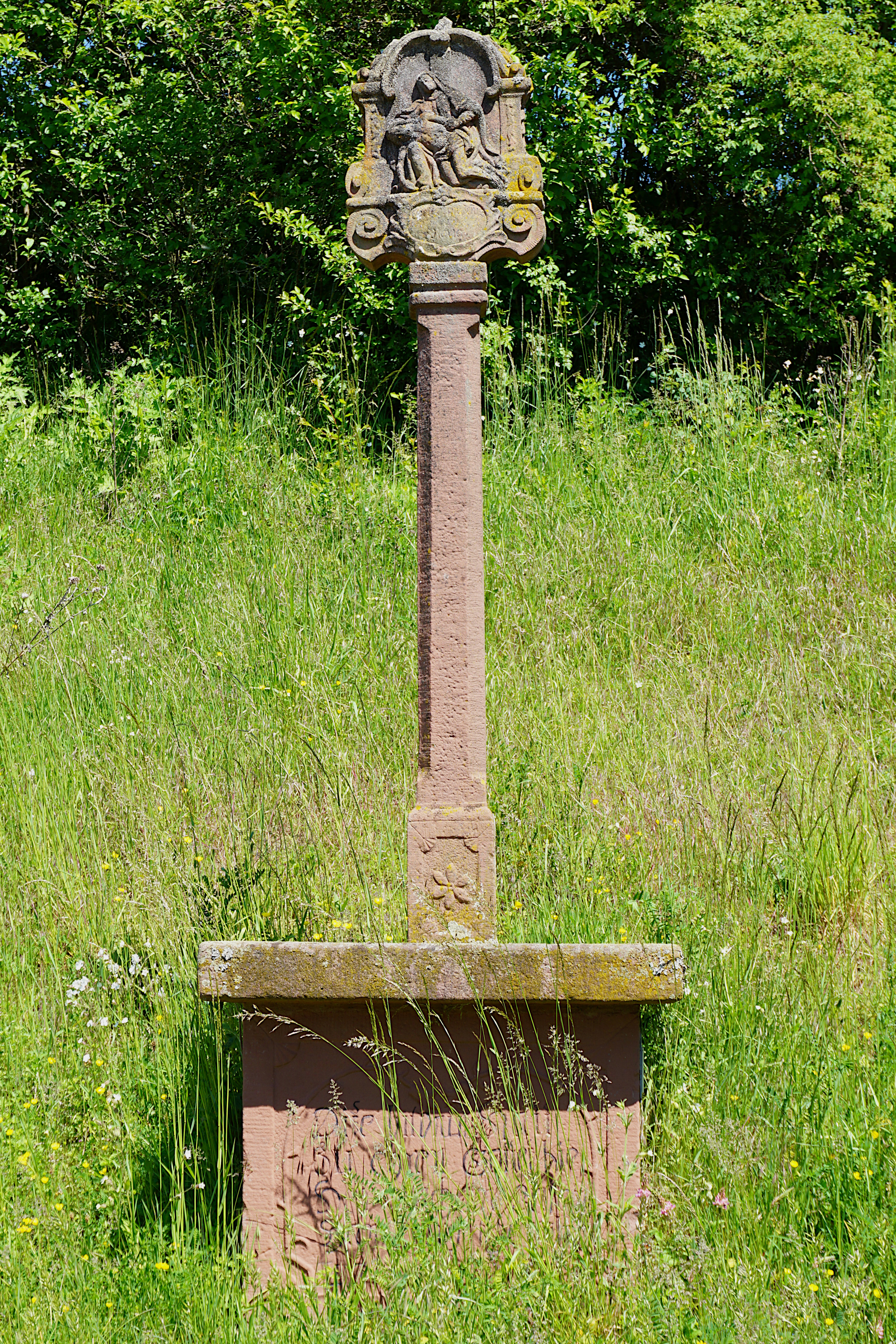
Bildstock in Diebach, Neuer Stein.

Der Bildstock Neuer Stein befindet sich in Diebach, einem Gemeindeteil der Kleinstadt Hammelburg im Landkreis Bad Kissingen, in der Flur Neuer Stein.
Er gehört zu den Baudenkmälern von Hammelburg und ist unter der Nummer D-6-72-127-102 in der Bayerischen Denkmalliste registriert.

## Beschreibung
Der 305 cm Bildstock besteht aus rotem Sandstein (Sockel und Schaft) und gelbem Sandstein (Kapitell) und entstand im Jahr 1766.
Das Relief zeigt eine Pietà und darunter ein herzförmiges Schild mit der Inschrift „Gelobt sei Jesus und Maria“. Zudem besteht der Bildstock aus einem gefasten Schaft, einem vierblensigen Schaftfuß und Rosetten in ausschweifenden Blenden. Der Sockel hat die Abmessungen 99 cm × 1106 cm × 103 cm. An der Sockelfrontleiste befindet sich die Inschrift:

„Diese Bildsäul Hatt Zu Ehren Gott

Anhero Machen Lassen Hans Jörg Scherffb. 1766“

Die jetzige Inschrift lautet:

„Dieße Bildnuß Hatt

Zu Ehren Gotteß Hie

Her Machen Laßen

Hanß Jörg Scherffb. 1766“